# Milan Kovanda
Milan Kovanda (* 27. března 1970 Karlovy Vary) je český voják a zpravodajec. V současné době působí jako ředitel obchodní společnosti Bowenite.
Vystudoval Vojenské gymnázium Jana Žižky z Trocnova v Praze a Vysokou vojenskou školu pozemního vojska ve Vyškově. Stal se jedním z nejzkušenějších českých vojáků. Byl celkem čtyřikrát v zahraničních misích (Kosovo, 3× Afghánistán). V letech 1992–2010 se podílel na transformaci 22. výsadkové brigády v Prostějově v elitní 601. skupinu speciálních sil Generála Moravce. Spoluvytvářel její systém výcviku a v letech 2006–2010 byl rovněž jejím velitelem. V letech 2010–2012 byl zástupcem velitele společných sil AČR v Olomouci. Do hodnosti brigádního generála byl jmenován prezidentem Václavem Klausem 8. května 2010, kdy se stal vůbec nejmladším generálem v historii ČR. Přesně na den o tři roky později – 8. května 2013 jej prezident Miloš Zeman jmenoval generálmajorem.
V listopadu 2012 se stal ředitelem Vojenského zpravodajství České republiky. Dne 13. června 2013 ho v kauze sledování premiérovy ženy Radky Nečasové zadržela policie. Vazbě se vyhnul tím, že se soudci doznal. Následně jej odvolal ministr obrany Vlastimil Picek ze služby. Do zálohy odešel v roce 2019.

## Vojenská vyznamenání
- Kříž obrany státu – nejvyšší vojenské vyznamenání ČR
- Záslužný kříž ministra obrany České republiky
- 2× Vyznamenání za boj proti terorismu – Medal of Commendation (USA)

## Civilní kariéra
V roce 2019 oslovili Milana Kovandu představitelé společnosti Glomex Invest (dnes Skupina a.s.) s nabídkou stát se ředitelem nově budované dceřiné obchodní společnosti Bowenite.

## Zájmy a soukromý život
Největším koníčkem Milana Kovandy je studium vojenské historie. Kromě toho je aktivním sportovcem, zejména se věnuje horské turistice. Hovoří plynně anglicky.

## Galerie

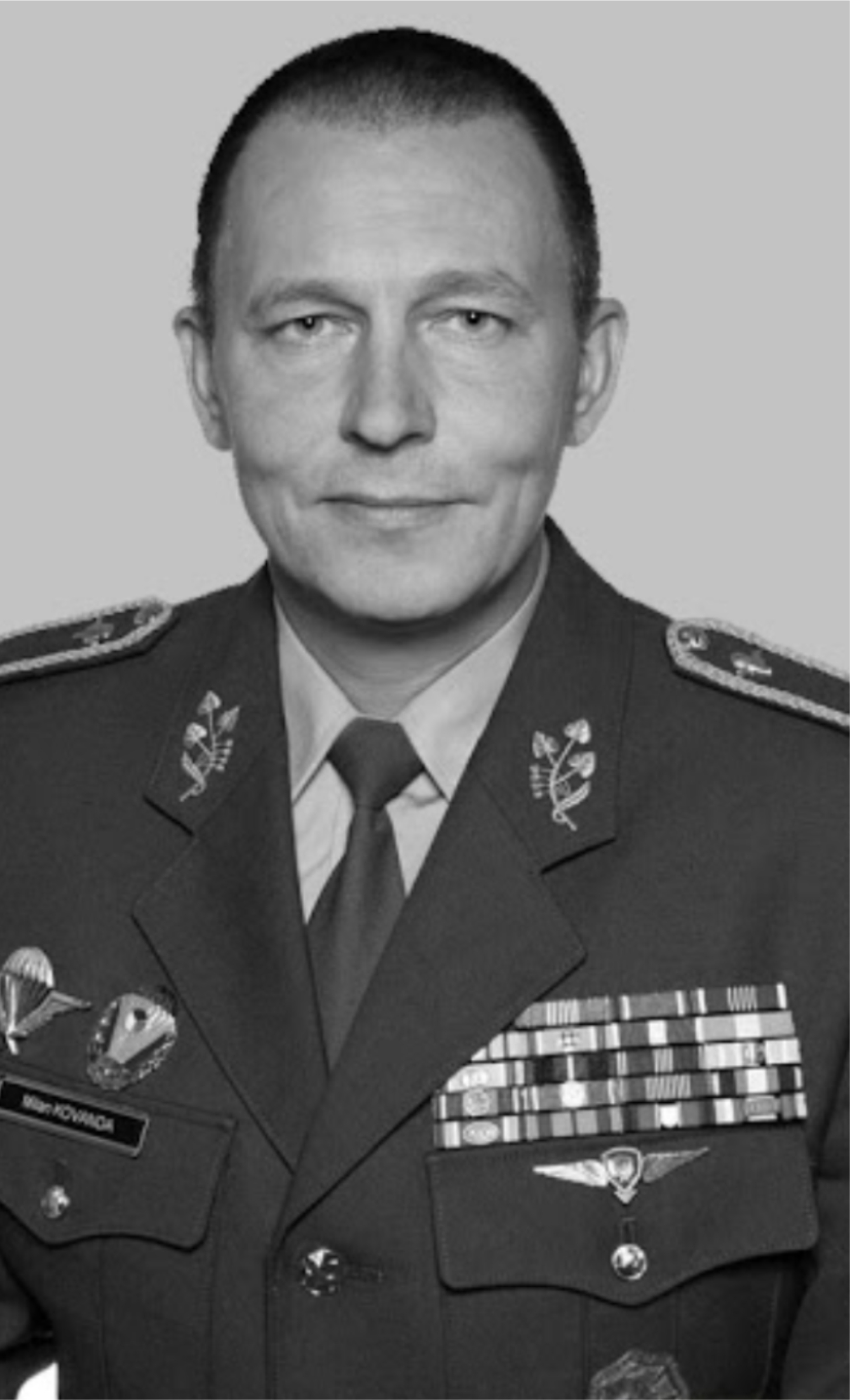
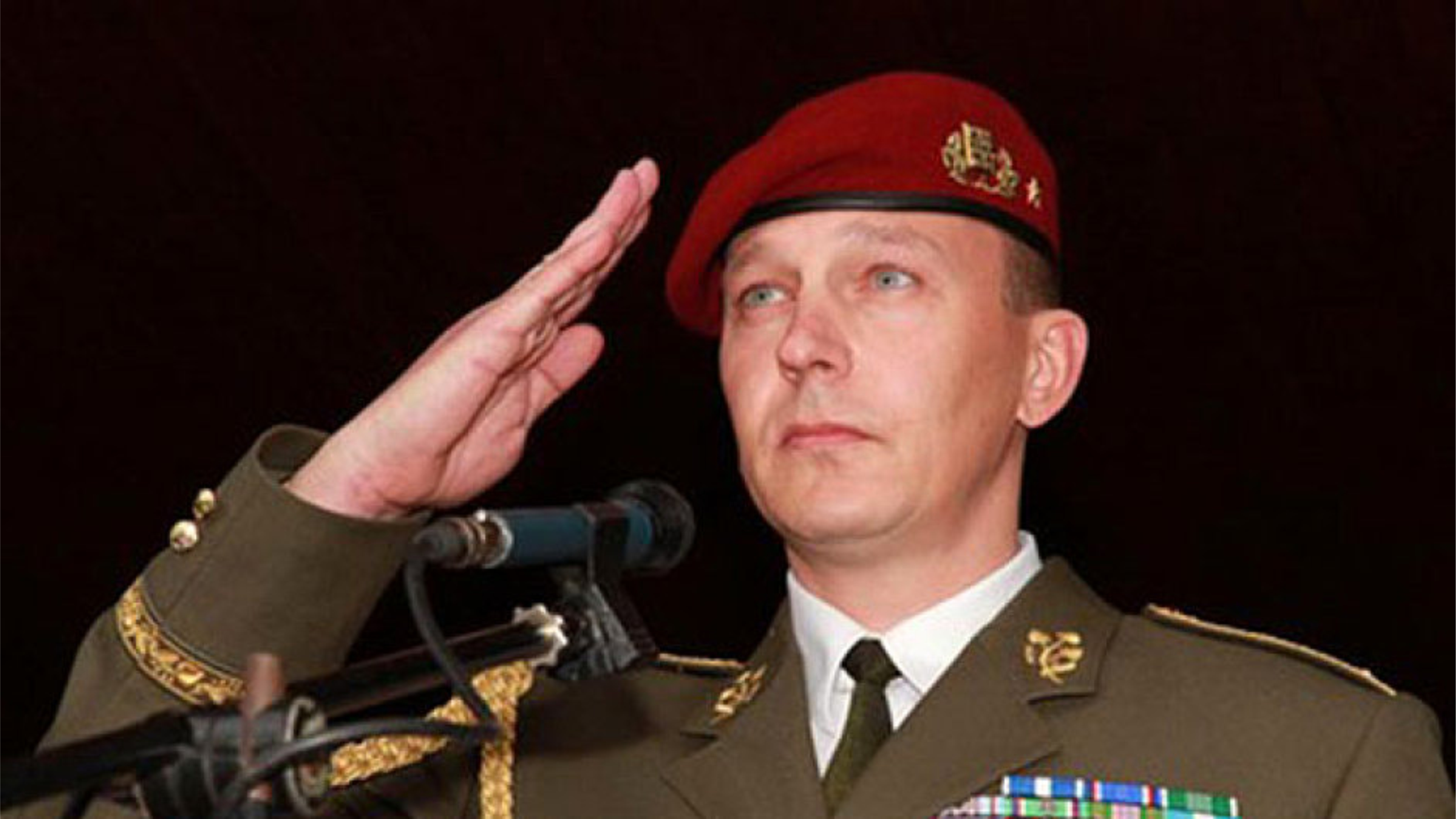
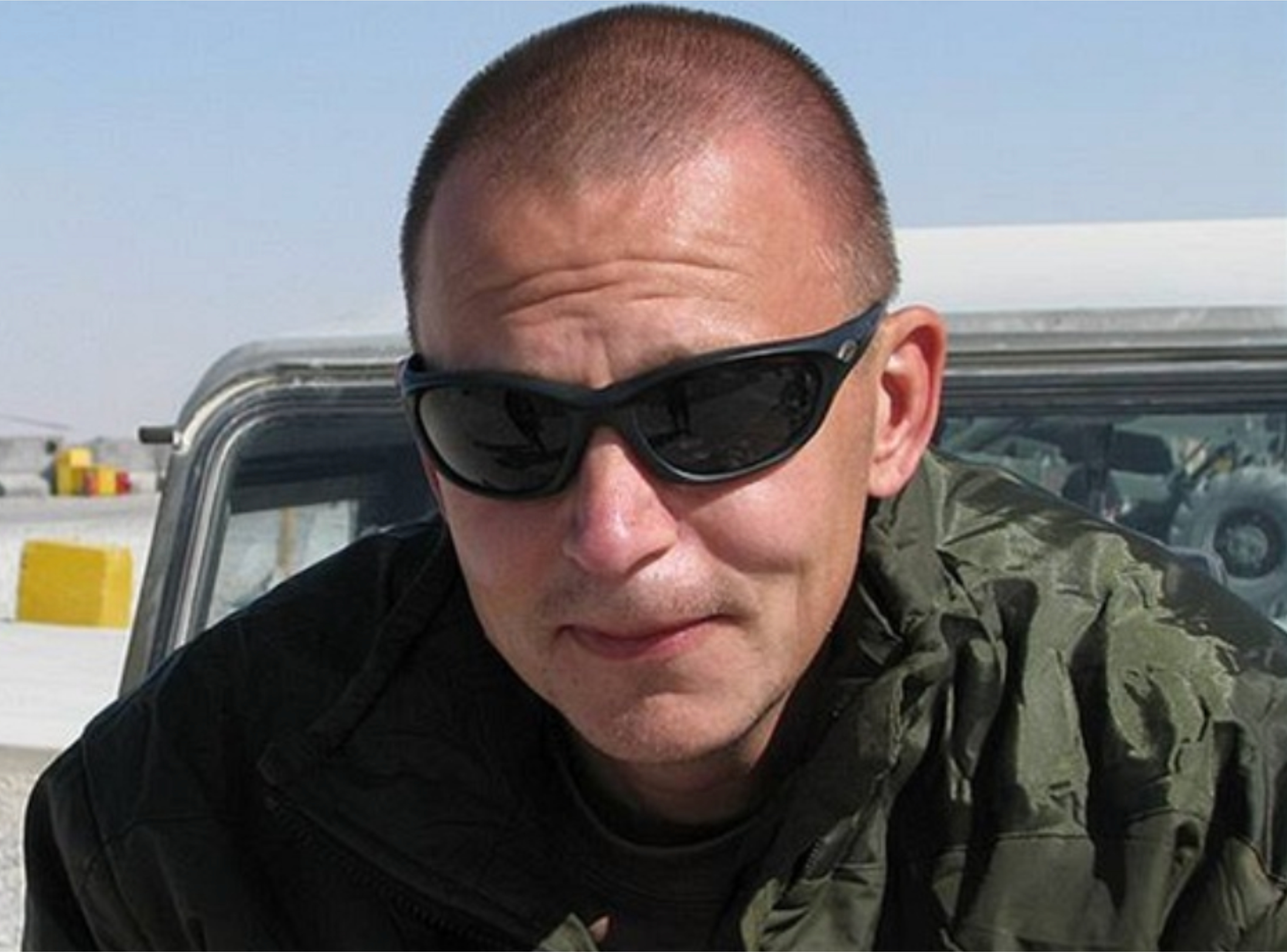